# Vilar de Barrio
Vilar de Barrio település Spanyolországban, Ourense tartományban. Vilar de Barrio Montederramo, Laza, Sarreaus, Xunqueira de Ambía, Baños de Molgas és Maceda községekkel határos. Lakosainak száma 1199 fő (2024).

## Népesség
A település népessége az elmúlt években az alábbi módon változott:
| Lakosok száma | 2059 | 1914 | 1775 | 1686 | 1572 | 1500 | 1360 | 1307 | 1206 | 1199 |
|               | 2001 | 2004 | 2007 | 2009 | 2012 | 2014 | 2017 | 2019 | 2022 | 2024 |